# Франц Креверат
Франц Креверат (нім. Franz Kröwerath, 30 червня 1880 — 25 грудня 1945) — німецький академічний веслувальник.
Бронзовий призер Олімпійських Ігор 1900 року в складі розпашної четвірки зі стерновим B.